# Melbourne Summer Set I 2022
Melbourne Summer Set I 2022 byl společný tenisový turnaj mužského okruhu ATP Tour a ženského okruhu WTA Tour, hraný v Melbourne Parku na otevřených dvorcích s tvrdým povrchem GreenSet. Konal se mezi 3. až 9. lednem 2022 v Melbourne, metropoli svazového státu Victoria. Do programu australské letní sezóny byl zařazen dodatečně po zrušení ženského Brisbane International v důsledku koronavirové pandemie. Souběžně byl v témže dějišti hrán i ženský Melbourne Summer Set II 2022.
Mužský turnaj s dotací 521 000 dolarů patřil do kategorie ATP Tour 250. Ženská část s rouzpočtem 239 477 dolarů se řadila do kategorie WTA 250. Nejvýše nasazenými v singlových soutěžích se stali šestý hráč světa Rafael Nadal ze Španělska, jenž se na okruh vrátil po pětiměsíční absenci, a mezi ženami japonská světová třináctka Naomi Ósakaová. Jako poslední přímí účastníci do dvouher nastoupili 87. žena žebříčku Rumunka Elena-Gabriela Ruseová a mezi muži 93. tenista pořadí Nick Kyrgios z Austrálie.
Osmdesátý devátý singlový titul na okruhu ATP Tour a první na australské půdě od roku 2009 získal Španěl Rafael Nadal, jenž kvůli zranění nohy nehrál od srpna 2021. Získal tak jistotu alespoň jednoho titulu v každé sezóně od roku 2004. Třiadvacátou trofej z dvouhry okruhu WTA Tour a první v Austrálii vybojovala Rumunka Simona Halepová. Již z prvního společně odehraného turnaje ve čtyřhře si odvezl vítězství nizozemsko-britský pár Wesley Koolhof a Neal Skupski. Ženský debl ovládly Američanky Jessica Pegulaová a Asia Muhammadová, která vyhrála i sedmé kariérní finále (se šestou spoluhráčkou), čímž překonala 30letý rekord WTA finálové neporazitelnosti.

## Rozdělení bodů a finančních odměn

### Rozdělení bodů
| Soutěž       | vítězové | finalisté | semifinalisté | čtvrtfinalisté | 16 v kole | 32 v kole | Q  | Q2 | Q1 |
| ------------ | -------- | --------- | ------------- | -------------- | --------- | --------- | -- | -- | -- |
| dvouhra mužů | 250      | 150       | 90            | 45             | 20        | 0         | 12 | 6  | 0  |
| čtyřhra mužů | 250      | 150       | 90            | 45             | 0         | —         | —  | —  | —  |
| dvouhra žen  | 280      | 180       | 110           | 60             | 30        | 1         | 18 | 12 | 1  |
| čtyřhra žen  | 280      | 180       | 110           | 60             | 1         | —         | —  | —  | —  |

### Finanční odměny
| Soutěž                              | vítězové | finalisté | semifinalisté | čtvrtfinalisté | 16 v kole | 32 v kole | Q2      | Q1      |
| ----------------------------------- | -------- | --------- | ------------- | -------------- | --------- | --------- | ------- | ------- |
| dvouhra mužů                        | 87 370 $ | 48 365 $  | 27 220 $      | 15 490 $       | 8 890 $   | 5 200 $   | 2 540 $ | 1 320 $ |
| čtyřhra mužů                        | 23 370 $ | 13 210 $  | 7 630 $       | 4 320 $        | 2 540 $   | 1 520 $   | —       | —       |
| dvouhra žen                         | 31 000 $ | 18 037 $  | 10 100 $      | 5 800 $        | 3 675 $   | 2 675 $   | 1 950 $ | 1 270 $ |
| čtyřhra žen                         | 10 800 $ | 6 300 $   | 3 800 $       | 2 300 $        | 1 750 $   | —         | —       | —       |
| částka ve čtyřhře je uvedena na pár |          |           |               |                |           |           |         |         |

## Dvouhra mužů

### Nasazení
| Stát                             | Hráč               | ATP | Nasazení |
| -------------------------------- | ------------------ | --- | -------- |
| Španělsko                        | Rafael Nadal       | 6.  | 1.       |
| USA                              | Reilly Opelka      | 26. | 2.       |
| Bulharsko                        | Grigor Dimitrov    | 28. | 3.       |
| Belgie                           | David Goffin       | 39. | 4.       |
| Francie                          | Benoît Paire       | 46. | 5.       |
| Bělorusko                        | Ilja Ivaška        | 48. | 6.       |
| Německo                          | Dominik Koepfer    | 54. | 7.       |
| USA                              | Mackenzie McDonald | 55. | 8.       |
| Žebříček ATP k 27. prosinci 2021 |                    |     |          |

### Jiné formy účasti
Následující hráči obdrželi divokou kartu do hlavní soutěže:
- Nick Kyrgios
- Andy Murray
- Christopher O'Connell

Následující hráč nastoupil z pozice náhradníka:
- Emil Ruusuvuori

Následující hráči postoupili z kvalifikace:
- Ričardas Berankis
- Maxime Cressy
- Rinky Hijikata
- Andreas Seppi

Následující hráči postoupili z kvalifikace jako šťastní poražení:
- Sebastián Báez
- Henri Laaksonen

### Odhlášení
před zahájením turnaje
- Alexandr Bublik → nahradil jej  Peter Gojowczyk
- Lloyd Harris → nahradil jej  Alex Molčan
- Ilja Ivaška → nahradil jej  Sebastián Báez
- Nick Kyrgios → nahradil jej  Henri Laaksonen
- Kei Nišikori → nahradil jej  Emil Ruusuvuori
- Arthur Rinderknech → nahradil jej  Corentin Moutet

## Mužská čtyřhra

### Nasazení
| Stát                                                                                      | Hráč                | Stát               | Hráč              | ATP  | Nasazení |
| ----------------------------------------------------------------------------------------- | ------------------- | ------------------ | ----------------- | ---- | -------- |
| Nizozemsko                                                                                | Wesley Koolhof      | Spojené království | Neal Skupski      | 41.  | 1.       |
| Jižní Afrika                                                                              | Raven Klaasen       | Japonsko           | Ben McLachlan     | 63.  | 2.       |
| Salvador                                                                                  | Marcelo Arévalo     | Nizozemsko         | Jean-Julien Rojer | 69.  | 3.       |
| Kazachstán                                                                                | Andrej Golubjev     | Chorvatsko         | Franko Škugor     | 81.  | 4.       |
| Spojené království                                                                        | Dominic Inglot      | Spojené království | Ken Skupski       | 116. | 5.       |
| Kazachstán                                                                                | Oleksandr Nedověsov | Pákistán           | Ajsám Kúreší      | 122. | 6.       |
| Monako                                                                                    | Romain Arneodo      | Německo            | Andreas Mies      | 129. | 7.       |
| Austrálie                                                                                 | Matt Reid           | Austrálie          | Jordan Thompson   | 273. | 8.       |
| Žebříček ATP k 27. prosinci 2021; číslo je součtem žebříčkového postavení obou členů páru |                     |                    |                   |      |          |

### Jiné formy účasti
Následující páry obdržely divokou kartu do hlavní soutěže:
- Norbert Gombos /  Alex Molčan
- Marc Polmans /  Alexei Popyrin

Následující pár nastoupil pod žebříčkovou ochranou:
- Altuğ Çelikbilek /  Yannick Maden

Následující páry nastoupily z pozice náhradníků:
- Sebastián Báez /  Tomás Martín Etcheverry
- Facundo Bagnis /  Bernabé Zapata Miralles
- Altuğ Çelikbilek /  Yannick Maden
- Rinky Hijikata /  Christopher O'Connell
- Jozef Kovalík /  Serhij Stachovskyj
- Jaume Munar /  Rafael Nadal

### Odhlášení
před zahájením turnaje
- Romain Arneodo /  Benoît Paire → nahradili je  Jaume Munar /  Rafael Nadal
- Alexandr Bublik /  Mackenzie McDonald → nahradili je  Mackenzie McDonald /  Reilly Opelka
- Marco Cecchinato /  Andreas Seppi → nahradili je  Altuğ Çelikbilek /  Yannick Maden
- Marcus Daniell /  Marcelo Demoliner → nahradili je  Marcus Daniell /  Denis Kudla
- Lloyd Harris /  Alexei Popyrin → nahradili je  Rinky Hijikata /  Christopher O'Connell
- Ilja Ivaška /  Andrej Vasilevskij → nahradili je  Jozef Kovalík /  Serhij Stachovskyj
- Fabrice Martin /  Andreas Mies → nahradili je  Romain Arneodo /  Andreas Mies
- Adrian Mannarino /  Hugo Nys → nahradili je  Facundo Bagnis /  Bernabé Zapata Miralles
- Denys Molčanov /  David Vega Hernández → nahradili je  Ričardas Berankis /  Denys Molchanov
- Marc Polmans /  Alexei Popyrin → nahradili je  Sebastián Báez /  Tomás Martín Etcheverry

## Ženská dvouhra

### Nasazení
| Stát                             | Hráčka                 | WTA | Nasazení |
| -------------------------------- | ---------------------- | --- | -------- |
| Japonsko                         | Naomi Ósakaová         | 13. | 1.       |
| Rumunsko                         | Simona Halepová        | 20. | 2.       |
| Rusko                            | Veronika Kuděrmetovová | 31. | 3.       |
| Itálie                           | Camila Giorgiová       | 33. | 4.       |
| Rusko                            | Ljudmila Samsonovová   | 38. | 5.       |
| Švýcarsko                        | Viktorija Golubicová   | 43. | 6.       |
| Česko                            | Tereza Martincová      | 48. | 7.       |
| Česko                            | Kateřina Siniaková     | 49. | 8.       |
| USA                              | Alison Riskeová        | 51. | 9.       |
| Žebříček WTA k 27. prosinci 2021 |                        |     |          |

### Jiné formy účasti
Následující hráčky obdržely divokou kartu do hlavní soutěže:
- Seone Mendezová
- Lizette Cabrerová
- Arina Rodionovová

Následující hráčka nastoupila z pozice náhradníka:
- Lauren Davisová

Následující hráčky postoupily z kvalifikace:
- Destanee Aiavová
- Anna Bondárová
- Nao Hibinová
- Viktória Kužmová
- Lesley Pattinama Kerkhoveová
- Čeng Čchin-wen

Následující hráčka postoupila z kvalifikace jako šťastná poražená:
- Mai Hontamová

### Odhlášení
před zahájením turnaje
- Camila Giorgiová → nahradila ji  Lauren Davisová
- Camila Osoriová → nahradila ji  Mai Hontamová
- Emma Raducanuová → nahradila ji  Elena-Gabriela Ruseová
- Jil Teichmannová → nahradila ji  Maryna Zanevská

## Ženská čtyřhra

### Nasazení
| Stát                                                                                      | Hráčka                 | Stát      | Hráčka               | WTA  | Nasazení |
| ----------------------------------------------------------------------------------------- | ---------------------- | --------- | -------------------- | ---- | -------- |
| Rusko                                                                                     | Veronika Kuděrmetovová | Belgie    | Elise Mertensová     | 18.  | 1.       |
| USA                                                                                       | Asia Muhammadová       | USA       | Jessica Pegulaová    | 95.  | 2.       |
| Slovensko                                                                                 | Viktória Kužmová       | Rusko     | Věra Zvonarevová     | 102. | 3.       |
| Belgie                                                                                    | Greet Minnenová        | Austrálie | Ellen Perezová       | 119. | 4.       |
| Japonsko                                                                                  | Miju Katová            | USA       | Sabrina Santamariová | 138. | 5.       |
| Žebříček WTA k 27. prosinci 2021; číslo je součtem žebříčkového postavení obou členů páru |                        |           |                      |      |          |

### Jiné formy účasti
Následující páry obdržely divokou kartu do hlavní soutěže:
- Destanee Aiavová /  Lizette Cabrerová
- Gabriella Da Silvová-Ficková /  Olivia Tjandramuliová

Následující páry nastoupily z pozice náhradníků:
- Desirae Krawczyková /  Christina McHaleová
- Aljaksandra Sasnovičová /  Anastasija Sevastovová

### Odhlášení
před zahájením turnaje
- Veronika Kuděrmetovová /  Elise Mertensová → nahradily je  Desirae Krawczyková /  Christina McHaleová
- Elixane Lechemiová /  Ingrid Neelová → nahradily je  Vivian Heisenová /  Ingrid Neelová
- Wang Sin-jü /  Čeng Saj-saj → nahradily je  Aljaksandra Sasnovičová /  Anastasija Sevastovová

## Přehled finále

### Mužská dvouhra
- Rafael Nadal vs.  Maxime Cressy 7–6(8–6), 6–3

### Ženská dvouhra
- Simona Halepová vs.  Veronika Kuděrmetovová, 6–2, 6–3

### Mužská čtyřhra
- Wesley Koolhof /  Neal Skupski vs.  Oleksandr Nedověsov /  Ajsám Kúreší6–4, 6–4

### Ženská čtyřhra
- Asia Muhammadová /  Jessica Pegulaová vs.  Sara Erraniová /  Jasmine Paoliniová, 6–3, 6–1